# 靳雲鶚
靳 雲鶚（きん うんがく）は、清末民初の軍人。北京政府に属した。初めは安徽派、後に直隷派に転じた。字は薦卿・薦青。兄は安徽派の「四大金剛」の一人である靳雲鵬。

## 事跡

### 水売りから軍人へ
山東省兗州府鄒県嶧山鎮苗荘村の出身。父は靳長生、母は邱氏。幼くして父を亡くし、兄の靳雲鵬とともに水を売ったり運送業を行って生計を立てていたが、14歳の時、尚書の息子に水をはねて罪に問われそうになったため、兄の靳雲鵬と母とともに夜逃げして済南へたどり着き、染布で生計を立てる。1898年、17歳のとき袁世凱が天津小站で編成した新建陸軍の当砲兵となる。2年後の1900年、保成速成参謀学堂に入学。卒業後、江北・清江浦の陸軍第13混成協参謀官、蘇州混成協参謀官を歴任した。辛亥革命時、北洋第1軍（総統官：馮国璋→段祺瑞、総参謀：徐樹錚）参謀として武漢三鎮鎮圧に参加。中華民国成立後、保定の北洋第2路備補軍混成団団長、1914年（民国3年）8月、陸軍第8混成旅への改編に伴い第2団長となり河南省の信陽に移駐。
護国戦争（第三革命）後は安徽派に属する。1919年（民国8年）に第8混成旅旅長に昇進、引き続き鄭州に駐屯。また、5個営を信陽に駐屯させた。同地には趙雲竜率いる第3旅隷下の第6団の一部が駐屯していたが、同年8月ごろから給料の支給が停滞していた。そんな中、1920年（民国9年）春、靳雲鶚の部隊のみ兄の靳雲鵬を介して河南督軍趙倜より5万元の資金援助を受け取っている事が判明したため、4月4日、趙雲竜の部隊で暴動が起こる（信陽兵変）。靳雲鶚は隷下団長の王允忠を鎮圧に向かわせたがうまく行かず、6日には靳雲鶚も1個営を率いて鎮圧にあたった（11日で20名とも）。この兵変で80棟～350棟が放火や略奪の被害を受け、民間人80人以上が殺害された。被害総額は200万元に上った。
7月の安直戦争で安徽派が敗北すると、直隷派に転じ、呉佩孚配下となる。1921年（民国10年）8月の湘鄂戦争では蕭耀南の第25師とともに漢口に進出。前敵総指揮に任ぜられ、8月19日、趙恒惕と汀泗橋鎮で激戦を展開し、22日に占領するも、将兵の半数を失う。疲弊した靳雲鶚は鶏公山でしばし療養を行う。同地は公共租界の外国人に人気の避暑地で、多く別荘が建てられていた。靳雲鶚はそれらに反感を持ち、山頂に「頤廬」と呼ばれる別荘を建てた。
1922年（民国11年）4月に第1次奉直戦争が勃発すると、視察に赴いた第11師師長の馮玉祥とその隷下の第22旅旅長の張之江・第24師第47旅旅長の王為蔚とともに鄭州で趙倜の動向に目を光らせていたが、5月5日夜、趙倜の弟の趙傑率いる80個営が鄭州を包囲。馮玉祥が増援を連れてくるまでの間、張之江が前敵総指揮となり防御に徹した。しかし、鄭州に事実上いた部隊は王為蔚が1個団、張之江が2個営、靳雲鶚に至っては補充された新兵や見習軍官ばかりの1個営で戦力とはなり得ず、城内の後方防衛に徹した。間もなく劉郁芬・宋哲元の2団、胡景翼の陝西陸軍第1師、蕭耀南の2個旅団（王都慶の第21混成旅、藩守蒸の第1旅）が到着し、鄭州は解囲された。10日、王都慶の第21混成旅と共同して信陽に向かい、両河口を占領、翌11日には長台関、明港を占領した。
同年6月には魯山県で匪賊の張慶（老洋人）が2万人を扇動し暴動（魯山起義）が起こる。張慶らは一旦安徽省に撤収したが、11月頭に再び河南省に戻ってきたため、靳雲鶚は呉佩孚より河南全省剿匪総司令に命ぜられ、16日、駐馬店で剿匪司令部を置いて鎮圧にあたった。
1923年（民国12年）、鄭州の第14師師長に昇進し、将軍府驍威将軍に任命された。鄭州警備司令を兼任、同年の二・七大ストを呉佩孚の命で武力鎮圧した。1924年（民国13年）9月の第2次奉直戦争に参戦し、山海関と九門口の間の角山寺・二郎廟などに布陣したが、直隷派敗北とともに下野する。

### 鄂豫戦争
1925年（民国14年）冬に、呉佩孚が漢口で再起し、14省討賊聯軍を組織すると、靳雲鶚は聯軍副司令兼第1軍軍長に任命された。1926年（民国15年）春には、孫伝芳率いる5省聯軍第1軍軍長も兼任している。靳雲鶚は山東省の旧直隷派部隊3個師を接収し、翌1926年（民国15年）1月、寇英傑の第2路軍・劉鎮華の陝甘軍とともに岳維峻率いる国民軍第2軍が支配する河南省を攻める（鄂豫戦争）。23日、山東省泰安の桑梓店で李景林・張宗昌と同盟を交わし、攻略のための軍事費30万元の支援を受ける。2月17日に帰徳に迫ると、第11師第16旅長兼豫東鎮守使・郭振才は無抵抗のまま帰徳を明け渡し、さらに毅軍の米振標も26日に開封を明け渡して従属を表明した。28日、開封各団体の支持で河南全省保安司令に就任、鄭州へと進軍を開始した。3月2日に岳維峻は鄭州を放棄、洛陽へと逃走した。
河南省掌握後、靳雲鶚とは対照的に信陽攻略で辛酸を舐めた寇英傑と互いに権力の座を巡って争ったため、調停に乗り出した呉佩孚は3月17日、靳雲鶚を聯軍副司令兼河南省長に任命する一方、寇英傑を豫軍総司令兼河南督弁の職務を担わせた。財政政策で洋銀を使う決定を行っている。また、呉佩孚より寇英傑とともに阿片の取り締まり強化を命じられるが、実際に取り締まりを担当した賀国光は寇英傑の配下の人間だった。
その頃、南からは中国国民党の北伐、北からは張作霖の奉天派が迫り、呉佩孚の討賊聯軍は次第に追い詰められつつあった。靳雲鶚は呉佩孚に馮玉祥と手を組み張作霖と対抗することを提言したが、逆に張作霖と手を組みたかった呉佩孚は却下した。靳雲鶚は国民軍出身の田維勤とともに保定で国民軍の門致中・蕭振瀛と接触、また張連棻を介して南京の孫伝芳と、潘毅を介して山東省の李景林と内通し、打倒閻錫山・張作霖の計画を進めていた。しかし田維勤と斉燮元に密告され、5月31日、視察のため赴いた呉佩孚より閻錫山も同席していた石家荘の軍事会議の場で突如両職の解任を通達された。後任省長には熊炳琦が就任した。
6月に樊鍾秀が登封で挙兵すると、主として寇英傑が鎮圧にあたったが、靳雲鶚も7月18日、呉佩孚の命で直隷と保定に駐屯していた自身の部隊を省内に戻した。

### 呉靳内訌
8月31日、武陽夏警備総司令に任ぜられ、9月2日、討賊聯軍副総司令に再任される。9月6日、漢口が国民革命軍によって陥落させられると（鄂南会戦）、呉佩孚も河南省に逃れてきた。12月上旬、劉鎮華救援のための作戦会議に召集され、靳雲鶚は河南省南部の防衛に専念すること、第20師師長の田維勤を討賊聯軍副総司令兼援陝軍総司令として派遣すること、が決まった。会議後、給料の遅滞に不満を持っていた靳雲鶚は、機密情報だった呉佩孚との書簡のやり取りをマスコミに公開。25日、呉佩孚は「ぐずぐずして進まず、戦局を誤った」（逗留不進、貽誤軍機）として靳雲鶚の二度目の更迭と後任に寇英傑を立てることを告げた。
憤慨した靳雲鶚は、隷下部隊に呉佩孚との決別を表明（呉靳内訌）。第14師第27旅長の劉培緒がまず賛同を表明し、1927年（民国16年）元旦、第14師師長の高汝桐・第11師師長の龐炳勲・第17師師長の梁寿愷らも羅山に集まると、部隊の接収に迫った寇英傑や田維勤の第20師に反撃を開始し、鉄道を封鎖、明港・駐馬店・西平・郾城を次々と制圧して追い詰めていった。1月10日、靳雲鶚は密かに南昌に赴き、蔣介石と「駆呉反奉」の方針や呉佩孚残部の粛清について会談。また同日、武漢国民政府も王法勤を河南省に派遣、羅山に革命傾向のある将官を集めると「駆呉反奉」の計画を表明した。1月17日、呉佩孚は寇英傑を河南督弁から解任し、18日、3個軍を擁する討赤聯軍第3軍団軍団長に命じた。19日、高汝桐の第14師は郾城にて寇英傑と交戦。その間にも、省西部では国民革命軍第5路軍が迫っていた。20日、呉佩孚は王維城・王為蔚らを集め靳雲鶚の処遇について講じたところ、和議を求める声が多数だった。21日、両軍は停戦。疲弊した寇英傑は25日に辞任を申し出ると、2月7日に河南省を出て奉天派に投降した。

### 奉天派への大敗と国民政府への帰順
その翌日の2月8日、安国軍大元帥の張作霖は呉佩孚が武漢を奪還できないことにしびれを切らし、「援呉」を名目として河南省進出を宣言、韓麟春・張学良率いる第3・4方面軍、および張宗昌率いる直魯聯軍が迫りつつあった。
10日、呉佩孚は鄭州にて緊急軍事会議を開き、張作霖と戦うか否かを議論していた。参加者は賀国光ら連携派と王為蔚ら徹底抗戦派に二分され、会議は紛糾していた。靳雲鶚は高汝桐の第14師を鄭州に派遣し、張作霖と戦うよう呉佩孚に迫った。呉佩孚は靳雲鶚に全軍指揮を任せ、張作霖と戦う事を決意する。12日（15日とも）、靳雲鶚は王為蔚・秦徳純ら自身の直属の部隊のほか魏益三ら直隷派の残軍・米振標の毅軍を集めて河南保衛軍を設立、総司令として一時は自立する。しかし、米振標・郭振才らは相次いで離反を表明。
27日、直魯聯軍は中牟に到達し、鄭州に迫りつつあった。3月1日、新鄭にて会議を開き、魏益三を副司令、呉佩孚の残軍を16個軍に再編し、田維勤・王為蔚らを軍長とする事とした。この時、馮玉祥とも既に内通している。15日、呉佩孚は鄭州を脱出し、洛陽へと逃れていった。靳雲鶚は魏益三・田維勤と開封防衛に徹するが、17日、鄭州を奪われ、許昌へと撤退。20日、高汝桐の第14師が鄭州を奪還する。高汝桐は4日に渡って攻防戦を繰り広げ、25日の朝に装甲車3両を率いて決死隊を組み、鄭州南郊にて安国軍の装甲車と交戦、砲兵の平射砲に撃破され壮絶な最期を遂げた。その間の22日に開封も直魯聯軍の孫殿英に奪われた。靳雲鶚は4月3日より14日まで3度にわたり信陽奪還を試みるが失敗。その頃、武漢国民政府は4月12日、河南省への北伐を決定。18日、馮玉祥率いる第2集団軍が進軍を開始した。また20日、郾城にて武漢国民政府より派遣された于樹徳を主席とする慰労河南軍民代表団の慰問を受ける。
5月1日には省南東部の上蔡県に追い詰められ、于珍率いる安国軍第10軍に包囲されてしまうが、張発奎率いる国民革命軍第1集団軍第4方面軍第1縦隊と劉鎮華率いる第2集団軍東路軍によって上蔡は解囲された。第4方面軍左路軍（第3縦隊）に再編され、劉興率いる中路軍（第2縦隊）とともに北上、両軍は更に進軍を続け、河南省から安国軍を駆逐。6月10日に行われた鄭州会議の結果、河南省は第2集団軍総司令の馮玉祥の管轄となり、11日、靳雲鶚は第2集団軍第2方面軍総指揮に任命され、隷下部隊は秦徳純の1個軍に縮編された。ところが9月4日、再び呉佩孚の擁立を謀ったとして、馮玉祥より解任を通達され、後任には靳雲鶚の部下だった馬吉弟が任ぜられた。8日、郾城にて独立を宣言し挙兵、方振武の第3集団軍の一部も参加した。北部の許昌に兵を進め、第2集団軍主力と交戦する。11日、南大石橋の戦いを経て許昌から撤退し、臨潁県へ逃れた。しかし、孫良誠率いる第2集団軍第1方面軍が郾城を制圧、また南からも孫連仲率いる第2集団軍第9方面軍が西平県を制圧した。14日、馮玉祥は総攻撃を命じ、郾城・許昌・臨潁・新鄭にて激戦が繰り広げられた。北上し開封へと兵を進め、15日、尉氏県を確保。しかし韓復榘・鄭金声・石友三に撃破され、18日、安徽省に逃れる。
靳雲鶚は蔣介石を頼ってその下に逃れる。まもなく南京の国民政府で軍事参議院上将参議に任命された。1930年（民国19年）に中原大戦が勃発すると河南宣撫使兼任。同年間もなく引退。実業界に転じ、済南で庭園の貸し出しを営んでいた。
1935年（民国24年）10月23日、北平（北京）で死去。享年55。